# (646188) 2008 AQ118
(646188) 2008 AQ118 est un objet transneptunien faisant partie des cubewanos.

## Caractéristiques
(646188) 2008 AQ118 mesure environ 280 km de diamètre.